# Мартинес, Луис Антонио
Луис Антонио Мартинес Хименес (исп. Luis Antonio Martínez Jiménez; 29 апреля 1987 года, Сакапоастла) — мексиканский футболист, играющий на позиции полузащитника. Ныне выступает за мексиканский клуб «Веракрус».

## Клубная карьера
Луис Антонио Мартинес начинал свою карьеру футболиста в мексиканском клубе «Веракрус». 26 ноября 2005 года он дебютировал в мексиканской Примере, выйдя на замену в гостевой игре с командой «Монаркас Морелия». В 2008–2011 годах Мартинес на правах аренды выступал за «Альбинегрос де Орисаба» в лиге Ассенсо МХ. В середине 2011 года он перешёл в «Ла-Пьедад», за который играл следующие два года.
С июля 2013 года Луис Антонио Мартинес вновь играет за «Веракрус».

## Достижения
«Веракрус»
- Обладатель Кубка Мексики (1): Кл. 2016